# Eduardo Calcagno
Eduardo Calcagno (Buenos Aires, Argentina, 26 de enero de 1941) es un director y crítico de cine de prolongada actuación en su país. Es hijo del crítico cinematográfico Raimundo Calcagno, más conocido como Calki.

## Relación con el cine
Trabajó como crítico de cine en Diario El Mundo, Radio Splendid y Canal 13 entre 1960 y 1967. Integró la empresa Manuel Antín Producciones como jefe de producción, asistente de dirección y director. Realizó la función de camarógrafo en el ciclo televisivo Los argentinos con dirección de Manuel Antín en filmes sobre personalidades destacadas como Carlos Alonso, Juan Manuel Fangio y Arturo Frondizi, entre otros.
Se acercó a la dirección cinematográfica con el cortometraje El diablo sin dama producido en 1969 que recibió buenas críticas e integró con cortometrajes de otros directores el largometraje Cuatrónicas estrenado en 1971. Su primer largometraje fue Fuiste mía un verano (1969) en el que trató de combinar las características de una película de cantante con un filme de autor, con escasa fortuna. Su siguiente película, Los enemigos (1983) tuvo buenas críticas y algunos premios para el protagonista Ulises Dumont. Su filme más logrado hasta el momento fue el multipremiado Yepeto (1999).

## CortometrajeEl diablo sin dama
El filme de cortometraje El diablo sin dama dirigida por Calcagno según su propio guion se estrenó en 1971 y tuvo como protagonistas a Claudia Sánchez y Daniel Galeano. Trata sobre un niño que sueña con las aventuras de su héroe preferido, el actor Gerard Philipe y fue seleccionado en el Festival Internacional de Cine de Cannes de 1970 para la Palma de Oro al mejor cortometraje.

## PelículaLos enemigos
Calcagno dirigió Los enemigos (1983) según el guion de Alan Pauls sobre una idea de Eduardo Calcagno, que tuvo como protagonistas a Ulises Dumont, Nelly Prono, Mirta Busnelli y Mario Luciani. El filme trata acerca de una madre despótica, un hijo inseguro e inestable y una joven pareja espiada y juzgada.
El filme fue galardonado con estos premios:
- Mención de Honor a Ulises Dumont al mejor actor en el Festival de Cine de San Sebastián por este filme.
- Premio al Mejor actor  a Ulises Dumont en el Festival de Cine Latinoamericano de La Habana de 1983 compartido con Lima Duarte por Sargento Getúlio.
- Premio al Mejor actor a Ulises Dumont en el Festival de Cine Ibérico y Latinoamericano de Biarritz de |983 por este filme.

Algunas de las críticas del filme son: 
Vilma Colina opinó en Convicción:

”La crónica de la violencia cotidiana es el acierto de Los enemigos.”

Carlos Mansilla dijo:

”Acción de Buenos Aires…el abuso de hermetismo en sus alegorías no sólo fractura el discurso narrativo: aleja a veces la asimilación de sus intenciones.”

Manrupe y Portela escriben:

”Buen criuce de lo policial con el voyeurismo y el retrato de opresores y oprimidos bien dirigido y con buenas actuaciones de los protagonistas.”

## PelículaYepeto
Fue realizada según un guion que realizó Roberto Cossa sobre su propia obra teatral homónima. Trata de la relación entre un viejo escritor y profesor de literatura, un joven atleta llamado Antonio y Cecilia, novia de Antonio y alumna del profesor en la Facultad que lo mira como a algo más que a un simple docente.
Fue protagonizada por Ulises Dumont, Nicolás Cabré, Alejandra Flechner y Malena Figo.

### Premios
La película fue galardonada con estas distinciones:

#### Asociación de Cronistas Cinematográficos de la Argentinaen 2000
- Cóndor de Plata al Mejor Actor otorgado a Ulises Dumont.
- Seleccionados  Eduardo Calcagno y Roberto Cossa como candidatos al Cóndor de Plata al Mejor Guion adaptado.
- Seleccionada Yepeto como candidata al Cóndor de Plata a la Mejor Película.
- Seleccionada Alejandra Flechner  como candidata  al Cóndor de Plata a la Mejor Actriz de reparto.

#### Festival de Cine Ibérico y Latinoamericano de Biarritz 1999
- Premio al Mejor Actor otorgado a Ulises Dumont.
- Premio Sol de Oro a la Mejor Película a Eduardo Calcagno

#### Festival de Cine Internacional de Frigurgo de 2000
- Premio de la Fundación Internacional Pestalozzi (Pestalozzi International Village Trust) a Eduardo Calcagno
- Seleccionado como candidato al Gran Premio, Eduardo Calcagno

#### Festival de Cine Internacional de La Habana de 1999
- Premio al Mejor Guion a Roberto Cossa
- Premio Glauber Rocha: Mención especial a Eduardo Calcagno
- Tercer Premio Grand Coral a Eduardo Calcagno
- Premio Vigía a Eduardo Calcagno

#### Festival de Cine Hispano de Miami 2000
- Premio Golden Egret al Mejor Actor a Ulises Dumont
- Premio al Mejor Guion a Roberto Cossa

#### Festival de Cine de Santo Domingo 1999
- Premio al Mejor actor a Ulises Dumont

#### Festival de Cine de Santa Cruz de la Sierra
- Premio al Mejor actor a Ulises Dumont

### Comentarios críticos sobre Yepeto
Gustavo Noriega en El Amante del Cine escribió:

”En alginos momentos, la mano del director brilla en su invisibilidad… si se compara la audacia de Calcagno respecto de la de sus contemporáneos  (Mignona, Stagnaro…) con sus películas prolijas y temerosas uno no puede menos.”

Diego Battle en La Nación opinó:

”La visión de toda la primera hora de Yepeto resulta todo un placer: una historia construida sin efectismos ni grandielocuencias, con personajes bien trabajados, situaciones y conflictos que jamás lucen forzadas, mucho humor y una saludable carencia de afectación y clisés….no se trata de una obra innovadora (no pretende serlo) pero está hecha con dignidad, inteligencia y profesionalismo”

Ricardo García Oliveri opinó en Clarín dijo:

”Con la misma energía, ironía y humor con que se estrenó hace doce años, Yepeto vuelca en la pantalla la corrosividad y la acidez de su historia. Si la película triunfa es porque la adaptación de la obra original de Roberto Cossa es tanto o, mejor, más lograda que la película misma.”

Manrupe y Portela escriben:

”Esta adaptación de una obra exitosa pone especial énfasis en el miedo a envejecer, mostrando con delicadeza las puntas de un triángulo abierto. Demasiado expositiva por momentos, cálida en otros, trata a los personajes con piedad y admiración.”

## Filmografía
Director
- El diablo sin dama (cortometraje) (1969)
- Fuiste mía un verano (1969)
- Nunca dejes de empujar, Antonio (mediometraje) (1978)
- Los enemigos (1983)
- Te amo (1986)
- El censor (1995)
- Yepeto (1999)
- El salto de Christian (2007)
- Ulises, un alma desbordada (2014)
- El cantor de tango En preproducción

Intérprete
- La conquista del paraíso (1981) …Doblaje

Producción
- El diablo sin dama (cortometraje) (1969)
- Nunca dejes de empujar, Antonio (mediometraje) (1978)
- Los enemigos (1983)
- Te amo (1986)
- El salto de Christian (2007)

Guionista
- El diablo sin dama (cortometraje) (1969)
- Nunca dejes de empujar, Antonio (mediometraje) (1978)
- Te amo (1986)
- El salto de Christian (2007)
- Ulises, un alma desbordada (2014)

Idea original
- Los enemigos (1983)
- El censor (1995)

Colaboración en el guion
- Yepeto (1999)